# Vrbová Lhota
Vrbová Lhota là một làng thuộc huyện Nymburk, vùng Středočeský, Cộng hòa Séc.